# Liste der Baudenkmäler in Paderborn-Sande
Die Liste der Baudenkmäler in Paderborn-Sande enthält die denkmalgeschützten Bauwerke auf dem Gebiet von Paderborn-Sande in Nordrhein-Westfalen (Stand: 2011). Diese Baudenkmäler sind in der Denkmalliste der Stadt Paderborn eingetragen; Grundlage für die Aufnahme ist das Denkmalschutzgesetz Nordrhein-Westfalen (DSchG NRW).

| Bild                  | Bezeichnung                  | Lage                                | Beschreibung     | Bauzeit | Eingetragen seit  | Denkmal- nummer |
| --------------------- | ---------------------------- | ----------------------------------- | ---------------- | ------- | ----------------- | --------------- |
| Wegekreuz             | Wegekreuz                    | Rosmarinstraße (neben Nr. 12) Karte | Wegekreuz        |         | 5. Januar 1990    | 48              |
| Wegekreuz             | Wegekreuz                    | Sandhöfener Straße 42 Karte         |                  |         | 8. Mai 1991       | 209             |
|                       | Kruzifix                     | Sennelagerstraße 3 in der Kirche    |                  |         | 26. Juni 1984     | 215             |
| weitere Bilder        | Wegekreuz am Sander Friedhof | Zum Barbrock 2 Karte                |                  | 1730    | 20. Juni 1984     | 216             |
| Heiligenhäuschen      | Heiligenhäuschen             | Sander-Bruch-Straße 197 Karte       | Heiligenhäuschen |         | 24. April 1990    | 217             |
|                       | Hofanlage                    | Sander-Bruch-Straße 89              |                  |         | 15. Oktober 1984  | 218             |
| Hofanlage Forellenhof | Hofanlage Forellenhof        | Bielefelder Straße 205 Karte        |                  |         | 9. Juli 1984      | 219             |
|                       | Schafstall                   | Venneweg 15                         |                  |         | 9. Juli 1984      | 220             |
| Kruzifixsockel        | Kruzifixsockel               | Dirksfeld 18                        |                  |         | 3. August 1984    | 298             |
| weitere Bilder        | Schafstall                   | Münsterstraße 122 Karte             |                  | 1735    | 13. Dezember 1996 | 342             |
|                       | Hallenhaus                   | Sander-Bruch-Straße 146a            |                  |         | 2. Februar 2006   | 355             |
| Hofanlage Kürpick     | Hofanlage Kürpick            | Sennelagerstraße 111 Karte          |                  |         | 6. Oktober 2006   | 357             |
| weitere Bilder        | Wassmannshof                 | Münsterstraße 122 Karte             |                  | 1818    | 8. Juli 2010      | 362             |